# As Tears Go By
As Tears Go By és una pel·lícula d'origen hongkonguès de 1988 dirigida per Wong Kar-wai en el seu debut com a director. La pel·lícula va ser escrita per Wong Kar-wai i Jeffrey Lau, i és protagonitzada per Andy Lau, Maggie Cheung i Jacky Cheung. Va ser comparada per la crítica especialitzada amb la pel·lícula Mean Streets del cineasta nord-americà Martin Scorsese, perquè la trama de tots dos films gira al voltant d'un gàngster intentant allunyar de la violència i els crims al seu millor amic. El film va ser projectat al Festival de Cinema de Cannes de 1989 durant la Quinzena dels Realitzadors. També va ser projectat al Festival Internacional de Cinema de Toronto, així com als Premis de Cinema Golden Horse. Va acabar guanyant dos premis al Hong Kong Film Awards, per millor actor secuandari (a Jacky Cheung) i per millor direcció d'art.

## Sinopsi
Dos germans s'introdueixen al món de les màfies xineses. El germà gran, Wah, és un membre de baix perfil de la temuda triada hongkonesase, i se sent al càrrec del seu germà petit, Fly, que està constantment ficant-se en problemes i, per tant, haurà d'ajudar-lo davant dels seus problemes. El germà gran és un tipus atractiu i intel·ligent, però no té estímul ni ambicions focalitzats a pujar esglaons a la pròpia organització. Quan es trobi a Kowloon amb la seva cosina, Ngor, se n'enamorarà intensament i es plantejarà canviar de vida per complet, deixant la tríada i començant des de zero. El seu germà petit serà un obstacle, perquè no para de causar problemes, i no voldrà deixar la vida la qual el germà gran està intentant renunciar.

## Repartiment
- Andy Lau com a Wah.
- Maggie Cheung com a Ngor.
- Jacky Cheung com a Fly.
- William Chang com a Dr. de Ngor.
- Lam Kau com a Kung.
- Alex Man com a Tony.
- Ronald Wong com a Site.

## Estrena

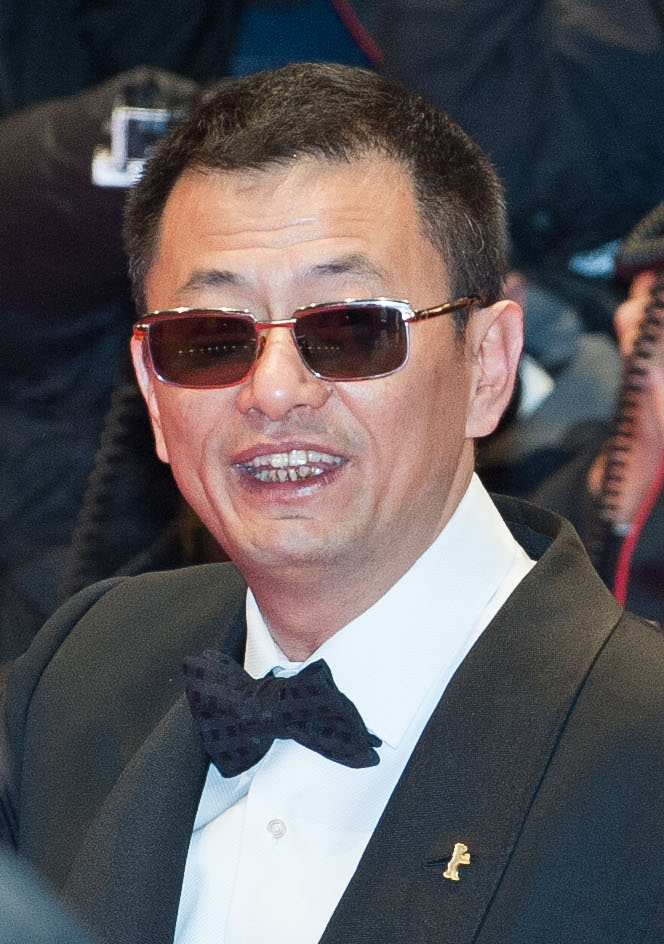
Wong Kar-wai.

Durant la seva estada als cinemas en el moment de l'estrena inicial a Hong Kong, As Tears Go By va recaptar 11.532.283HK$. Fins a l'estrena de The Grandmaster el gener de 2013, va ser la pel·lícula més taquillera de Wong Kar-wai a Hong Kong.

### Mitjans domèstics
La pel·lícula va debutar en format Blu-ray als Estats Units el 20 de gener de 2009. El disc, publicat per MegaStar, ha quedat exhaurit des de llavors.
La pel·lícula va ser estrenada en Blu-ray per Criterion Collection el 23 de març de 2021 en una col·lecció de set pel·lícules de Wong Kar-wai.

## Banda sonora
La banda sonora d'aquesta pel·lícula inclou una versió de l'èxit Take my breath away de la banda nord-americana Berlin, escrita per Giorgio Moroder i Tom Whitlock. La nova versió és interpretada en cantonès per la cantant Sandy Lam.

## Comparació amb Mean Streets
El debut com a director cinematogràfic de Wong Kar-wai, As Tears Go By, des de la seva estrena, s'ha comparat amb la primera pel·lícula aclamada del director Martin Scorsese: Mean Streets, que es va estrenar el 1973, quinze anys abans que la pel·lícula del director hongkonguès.

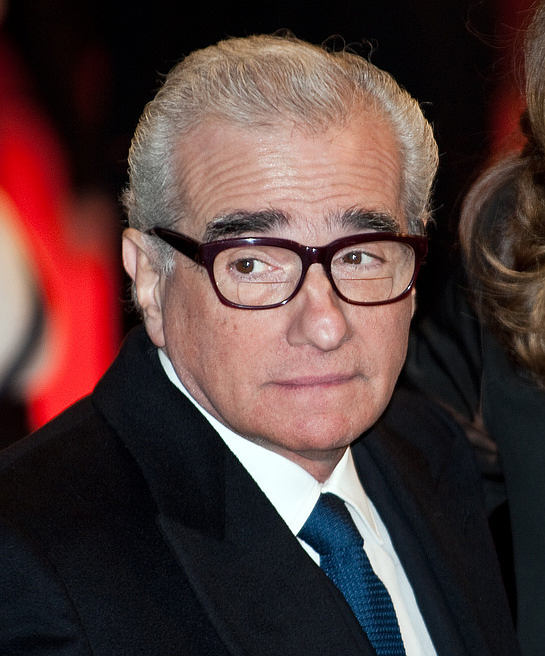
Martin Scorsese, director de "Mean Streets".

Wong Kar-wai, d'alguna manera, va escollir Scorsese com a plantilla per al seu debut . El títol de la pel·lícula és d'una cançó de The Rolling Stones (la música dels quals apareix a Mean Streets, i que Scorsese sol utilitzar). A més, tots dos films comencen amb una emocionant escena inicial i una baralla que desenvolupen en una sala de billar. Cal destacar que tot i que la premissa de la pel·lícula de Wong Kar-wai, així com la violència que es mostrava, no eren res nou pel cinema de Hong Kong dels anys vuitanta, l'habilitat implicada en les seves escenes eren qualsevol cosa menys rutinaria.
També s'ha comparat la semblança dels personatges que trobem entre Wah, interpretat per Andy Lau, i Charlie, interpretat a Mean Streets per Harvey Keitel. Tots dos viuen de les màfies, els crims i la violència, i a causa d'un enamorament voldran deixar aquestes vides. A més, tots dos personatges són d'estètiques semblants, i són nocturns. Seguit d'això, també s'hauria de destacar que l'estètica de totes dues pel·lícules es basen en les llums neó, i colors molt vibrants, que fan contrast amb la foscor de la nit.
Wong Kar-wai, en el futur, esdevindria conegut per les seves històries d'amor incompletes. Tot i que en aquesta pel·lícula aquest fest ja es pot contemplar (la relació del personatge de Maggie Cheung i Andy Lau), aquí el focus central és el "germà" de Wah, Fly (Jacky Cheung). Fly i Ngor estan "tirant" del Wah d'Andy Lau en diferents direccions. En aquest cas, tots dos films tenen premises similars, i el personatge de Fly comparteix moltes similituds amb el de Johnny Boy (Robert De Niro) de Mean Streets. Tots dos semblen tenir un desig de mort. Són personatges caòtics, com "bombres de rellotgeria", que deuen diners per tota la ciutat, i que, tot i deure'ls diners, fan burla dels poderosos gàngsters. Els seus millors amics (Wah o Charlie respectivament) els hauran d'ajudar constantment.